# Дженкинс, Роберт (моряк)
Ро́берт Дже́нкинс (англ. Robert Jenkins; около 1700, Лланелли, Кармартеншир — 1745) — английский купец и моряк, получивший известность как протагонист «Войны из-за уха Дженкинса», колониального конфликта между Англией и Испанией (1739—1742).

## История. Биография
В марте 1738 года Роберт Дженкинс явился на заседание Палаты общин английского парламента, держа в руках стеклянную бутыль с заспиртованным человеческим ухом. В своём выступлении он объявил изумлённым депутатам, что это его собственное ухо, отрезанное рукой испанского офицера, и представил это как яркий пример действий испанцев в отношении английских нелегальных торговцев.
В этот период испанские корабли действительно активно перехватывали британские торговые суда в Западной Атлантике. Англия (согласно условиям Утрехтского мира 1713 года) формально признавала испанскую торговую монополию в Вест-Индии, и имела официальное право на снаряжение лишь одного торгового корабля в год. Однако на практике британские власти поощряли активную контрабандистскую деятельность своих капитанов в Карибском бассейне. Это вело к разрушению всей испанской торговли в регионе и вытеснению испанских купцов; большая часть торгового оборота колоний перешла в руки англичан, которые фактически стали основными поставщиками всех жизненно необходимых товаров для испанских колоний Нового Света.
Разгневанное таким положением дел, испанское правительство потребовало от своих колониальных властей решительной борьбы с контрабандистами и стало активно раздавать каперские патенты. Началась, по сути, необъявленная торговая война между двумя морскими державами. Одним из эпизодов этой войны и явилась история Роберта Дженкинса, послужившая casus belli для открытого военного конфликта.
9 апреля 1731 года бриг Дженкинса «Ребекка», нелегально торговавший ромом в карибских владениях Испании, на обратном пути в Англию был остановлен для таможенного досмотра испанским военным кораблём «Ла Исабела». Командир испанцев Хулио Леон Фандиньо отконвоировал английское судно в порт Гаваны, после чего на борт поднялась вооружённая досмотровая команда. Фандиньо действовал грубо и бесцеремонно. Как впоследствии заявил Дженкинс, его под дулами мушкетов заставили встать на колени, а когда он попытался возмутиться, испанский офицер отрезал ему ухо, издевательски посоветовав отвезти этот «трофей» королю Георгу и добавив: «То же самое случится и с ним (королём), если он будет пойман на контрабанде».
Сразу по прибытии в Англию Дженкинс подал на имя короля официальную жалобу по поводу этого инцидента. Бумага была рассмотрена верховным главнокомандующим Вест-Индии, подтвердившим показания Дженкинса. Однако история долго не получала никакого развития, и наконец Дженкинс решился поведать о своих злоключениях британским парламентариям.
Его выступление перед Палатой общин вызвало бурную реакцию депутатов. По словам У. Черчилля, «ухо Дженкинса потрясло воображение общественности и стало символом всеобщего возбуждения. Было ли это действительно его собственное ухо и потерял ли он своё ухо действительно в ходе испанского обыска, так и осталось невыясненным, однако влияние этого сморщенного объекта оказалось невероятно велико».
Возмущённые парламентарии расценили инцидент в Гаване как оскорбление, нанесённое всей Англии, и потребовали от премьер-министра Роберта Уолпола объявить Испании войну. Несмотря на нежелание кабинета вступать в конфликт, Уолпол вынужден был подчиниться нажиму оппозиции, и 23 октября 1739 года война была объявлена. Манифест сопровождался колокольным звоном и народными гуляниями в Лондоне.
В дальнейшем Роберт Дженкинс получил под командование судно Британской Ост-Индской компании. В 1741 году он был направлен на о. Св. Елены для расследования обвинения в коррупции, выдвинутого против действующего губернатора острова. С мая 1741 года до марта 1742 года он был фактическим управляющим делами острова, после чего возобновил морскую карьеру.